# Arquidiocese de Ottawa-Cornwall
A Arquidiocese de Ottawa-Cornwall (Archidiœcesis Ottaviensis-Cornubiensis) é uma circunscrição eclesiástica da Igreja Católica situada em Ottawa, Canadá. Seu atual arcebispo é Marcel Damphousse. Sua Sé é a Catedral Basílica de Nossa Senhora de Ottawa.
Possui 107 paróquias servidas por 282 padres, contando com 892 mil habitantes, com 48% da população jurisdicionada batizada.

## História
A diocese de Bytown foi erigida em 25 de junho de 1847, recebendo o território das dioceses de Kingston e de Montréal (hoje ambas arquidioceses).
Em 14 de junho de 1860 assume o nome de diocese de Ottawa.
Em 11 de julho de 1882 cede uma parte do seu território em vantagem da ereção do vicariato apostólico de Pontiac (atual diocese de Pembroke).
Em 8 de julho de 1886 é elevada ao posto de arquidiocese metropolitana.
Em 21 de abril de 1913, em 23 de junho de 1951 e em 27 de abril de 1963 cedeu várias partes do seu território em vantagem da ereção respectivamente da diocese de Mont-Laurier, de Saint-Jérôme e de Hull (atual arquidiocese de Gatineau).
Em 6 de maio de 2020, recebe o território da suprimida Diocese de Alexandria-Cornwall, ao tempo que é renomeada para Arquidiocese de Ottawa-Cornwall.

## Prelados
Administração local:
| #                   | Nome                                  | Período    | Notas                               |
| Arcebispos          | Arcebispos                            | Arcebispos | Arcebispos                          |
| ------------------- | ------------------------------------- | ---------- | ----------------------------------- |
| 10º                 | Marcel Damphousse                     | 2020-      |                                     |
| 9º                  | Terrence Thomas Prendergast, S.J.     | 2007-2020  |                                     |
| 8º                  | Marcel André Joseph Gervais †         | 1989-2007  |                                     |
| 7º                  | Joseph-Aurèle Plourde †               | 1967-1989  |                                     |
| 6º                  | Marie-Joseph Lemieux, O.P. †          | 1953-1966  | Nomeado Núncio Apostólico no Haiti  |
| 5º                  | Alexandre Vachon †                    | 1940-1953  |                                     |
| 4º                  | Joseph-Guillaume-Laurent Forbes †     | 1928-1940  |                                     |
| 3º                  | Joseph-Médard Émard †                 | 1922-1927  |                                     |
| 2º                  | Charles-Hugues Gauthier †             | 1910-1922  |                                     |
| 1º                  | Joseph-Thomas Duhamel †               | 1886-1909  |                                     |
| Arcebispo-coadjutor |                                       |            |                                     |
|                     | Marcel Damphousse                     | 2020       |                                     |
|                     | Marcel André Joseph Gervais           | 1989       |                                     |
|                     | Alexandre Vachon                      | 1939-1940  |                                     |
| Bispos auxiliares   |                                       |            |                                     |
|                     | Yvan Mathieu, S.M.                    | 2022-atual |                                     |
|                     | Christian Heribert Riesbeck, C.C.     | 2014-2019  | Nomeado Bispo de Saint John         |
|                     | Frederick Joseph Colli                | 1994-1999  | Nomeado Bispo de Thunder Bay        |
|                     | Paul Marchand, S.M.M.                 | 1993-1999  | Nomeado Bispo de Timmins            |
|                     | Brendan Michael O’Brien               | 1987-1993  | Nomeado Bispo de Pembroke           |
|                     | Gilles Bélisle                        | 1977-1993  |                                     |
|                     | René Audet                            | 1963-1968  | Nomeado Bispo de Joliette           |
|                     | Joseph Raymond Windle                 | 1960-1969  | Nomeado Bispo-coadjutor de Pembroke |
|                     | Paul-Émile Charbonneau                | 1960-1963  | Nomeado Bispo de Gatineau           |
|                     | Maxime Tessier                        | 1951-1971  | Nomeado Bispo de Timmins            |
| 2º                  | Joseph-Thomas Duhamel †               | 1874-1886  |                                     |
| 1º                  | Joseph-Eugène-Bruno Guigues, O.M.I. † | 1847-1874  |                                     |